# マイケル・チェーホフ
マイケル・チェーホフ（ミハイル・チェーホフとも。Michael Chekhov, Mikhail Aleksandrovich Chekhov , ロシア語表記：Михаил Александрович Чехов. 1891年8月29日 - 1955年9月30日）は、ロシアに於ける最も偉大な俳優の一人とされる。演出家、演技教師。『かもめ』『ワーニャ伯父さん』『三人姉妹』『桜の園』などで知られ、ロシア文学を代表する作家アントン・チェーホフは叔父にあたる。

## 経歴
20世紀初期、世界に於ける演劇の最高峰と謳われたモスクワ芸術座で、俳優・演出家としてスタニスラフスキーと共に数多くの舞台活動を行うが、政治的な状況が緊張下が続くロシア革命後の1928年に、ヨーロッパに移住した。
モスクワを出国しベルリンに移住、演出家マックス・ラインハルトと共に仕事を始めた。
1936年にはイギリスに移住し「シアターアートスクール」を開校する。第二次世界大戦の勃発する直前、アメリカに移動。その優れた演技教育を通し、俳優の育成に務めるかたわら、ブロードウェイやハリウッドでも活動した。映画ではアルフレッド・ヒッチコックの『白い恐怖（Spellbound）』（1945年作品）や『ラプソディー』（1954年作品）など多数に出演。またチェーホフは、多くのハリウッド俳優たちを指導した。その中にはアンソニー・クイン、イングリッド・バーグマン、グレゴリー・ペック、マリリン・モンロー、ユル・ブリンナーといった、20世紀の映画スターも多い。
その間、新しい教育の分野で精力的な活動をしていたオーストリアの哲学者であり精神科学の権威であるルドルフ・シュタイナーの思想との出会いに、多大な影響を受けた。この出会いよって彼は、人間の精神の広大さと自由な創造力の更なる可能性を追究することとなる。彼の演技教育は、やがてその著作『演技者へ To the Actor』（訳書は下記）に窺えるように、明確な理論と実践的なトレーニングを含む演技法として体系化された。

## 主な出演作品

### 映画
- 白い恐怖 （邦題）Spellbound （1945年）
- ラプソディー （邦題）Rhapsody （1954年）

その他 多数

## 日本語文献
- マイケル・チェーホフ『演技者へ！』（ゼン・ヒラノ訳、晩成書房、1990年）
- ミハイル・チェーホフ『わが兄チェーホフ』（宮島綾子訳、東洋書店新社、2018年）、叔父（父の弟）の回想記